# Nikita Shabalkin
Nikita Alekséievich Shabalkin, en ruso: Никита Алексеевич Шабалкин,  (nacido el 10 de octubre de 1986 en Vladikavkaz, Rusia) es un exjugador de baloncesto ruso. Con 2,06 m de estatura, su puesto natural en la cancha era el de ala-pívot.

## Trayectoria
- VVS Samara (2004-2006)
- CSKA Moscú (2005-2006)
- VVS Samara (2006-2007)
- Jimki (2007-2009)
- Triumf Ljubercy (2009-2010)
- Dinamo Moscú (2010-2011)
- Lokomotiv Kuban (2011-2013)
- UNICS Kazán (2013)